# Зверь (альбом)
Зверь — второй студийный альбом российской хеви-метал группы Театр Теней, который вышел на лейбле CD-Maximum в 2006 году.

## Об альбоме
На этом альбоме меньше элементов классического хард-энд-хэви, чем на предыдущем. Музыканты предпочли экспериментировать, вплетая в свою музыку сложные ритмические рисунки, элементы прогрессива, классические мотивы. Вокал стал гораздо более разнообразным - шикарные двуголосья, форсированный вокал, даже скриминг. В композиторском плане музыканты сделали большой шаг вперёд. Гораздо больше интересных ходов, цепляющих мелодий. Также сразу заметны виртуозные партии, высокое мастерство, отличное исполнение.
На диске одиннадцать песен, две из которых инструментальные. На песню «Белая волчица» снят видеоклип. Текст композиции «Моби Дик» написан по одноимённому произведению американского писателя Германа Мелвилла.

## Список композиций
| №                   | Название                                                           | Текст песни                | Музыка                     | Длительность |
| ------------------- | ------------------------------------------------------------------ | -------------------------- | -------------------------- | ------------ |
| 1.                  | «Интро»                                                            | —                          |                            | 0:46         |
| 2.                  | «Белая волчица»                                                    | Д. Машаров                 |                            | 5:10         |
| 3.                  | «Орёл»                                                             | Д. Машаров                 |                            | 4:34         |
| 4.                  | «Волки»                                                            | Д. Машаров                 |                            | 3:41         |
| 5.                  | «Змея»                                                             | Д. Машаров                 |                            | 6:00         |
| 6.                  | «Al Enqurntro!»                                                    | Д. Машаров                 |                            | 4:22         |
| 7.                  | «Зелёные рукава / Шторм / Кода»                                    | —                          |                            | 4:40         |
| 8.                  | «Всадник»                                                          | Д. Машаров                 |                            | 4:55         |
| 9.                  | «Моби Дик»                                                         | Д. Машаров                 |                            | 5:49         |
| 10.                 | «Зверь»                                                            | Д. Машаров                 |                            | 4:48         |
| 11.                 | «Ворон»                                                            | Д. Машаров                 |                            | 8:44         |
| 12.                 | «Shout» (кавер-версия песни группы Tears For Fears (скрытый трек)) | Роланд Орзабал, Иэн Стэнли | Роланд Орзабал, Иэн Стэнли | 4:58         |
| Общая длительность: | Общая длительность:                                                | Общая длительность:        | Общая длительность:        | 53:27        |

## Участники записи
- Денис Машаров — вокал
- Евгений Исаев — гитара
- Михаил Дементьев — бас-гитара
- Дмитрий Морозов — барабаны
- Записан на NavahoHut.